# Christa de Carouge
Christa de Carouge (eigentlich Christa Furrer; * 6. August 1936 in Basel; † 17. Januar 2018 in Zürich) war eine Schweizer Kostümdesignerin und international renommierte Modeschöpferin.

## Leben und Werk
Christa de Carouge wuchs zusammen mit ihren Eltern und vier Geschwistern in Zürich auf. Ihre Mutter war Schneiderin, ihr Vater Chef der kalten Küche im Zürcher 5-Sterne Hotel «Baur au Lac». Sie besuchte den Vorkurs der Kunstgewerbeschule Zürich (die heutige Zürcher Hochschule der Künste ZHdK) und arbeitete nach Zwischenstationen in mehreren Grafikateliers bei der Werbeagentur Gisler & Gisler. 1963 heiratete sie Rudi Hegetschweiler. Ab 1965 war sie im Modedesign tätig. In Genf führten die beiden die «Boutique pour Monsieur» und «La Garçonne».
1971 liess sich Christa de Carouge scheiden. Von ihrem zweiten Mann, einem St. Galler Textilfachmann, trennte sie sich nach neun Monaten. 1978 eröffnet sie ein eigenes Atelier im Genfer Vorort Carouge. Christa Furrer, wie sie mit bürgerlichem Namen hiess, entschied sich, nach Rücksprache mit dem damaligen Bürgermeister, den Künstlernamen Christa de Carouge anzunehmen.
1983 präsentierte sie ihre erste Kollektion ganz in Schwarz. Den Atelierladen in der Mühle Tiefenbrunnen in Zürich eröffnete sie fünf Jahre später. Ab 2004 lebte und arbeitete sie nur noch in der Limmatstadt. Ihre Modeschauen waren eigentlich Performances. Mit ausgestreutem weissem Salz, lebenden Schafen, einem Bett aus hundert grünen Salatköpfen überraschte sie das Publikum. 
Ihre umfassende Kleiderkollektion ist in Schwarz gehalten, die Kleidungsstücke können in Schichten übereinander getragen werden. Grossen Wert legte sie auf die Langlebigkeit der von ihr entworfenen Textilien. Die praktische schwarze Bekleidung war ihr Markenzeichen. Carouge dazu: «Schwarz ist die Konzentration auf das Wesentliche». Die verwendeten Materialien wie Seide, Woll- und Baumwollstoffe stammten meist aus der Schweiz, gelegentlich aus Peking oder Marrakesch. Gelegentlich setzte sie auch tibetanisches Rot oder gedecktes Weiss ein.
Ende 2013 schloss sie ihr Geschäft in der Mühle Tiefenbrunnen. Mit 77 Jahren überantwortete sie 2013 ihr Lebenswerk ihrer Freundin Deniz Ayfer (geb. in Istanbul, aufgewachsen in der Schweiz).
Christa de Carouge gestaltete auch im Tanz- und Theaterbereich, gab Workshops und machte Ausstellungen. Im November 2017 eröffnete im Kunsthaus Zug eine von ihr kuratierte Ausstellung, welche als Gesamtschau ihres Schaffens im Bereich des Textildesigns konzipiert war.
Im Januar 2018 verstarb Christa de Carouge im Alter von 81 Jahren an einer Krebserkrankung in Zürich.

## Präsentationen/Performances/Modeschauen
- 1983: Présentation en noir, erste Kollektion, Palladium, Genf
- 1984: Hommage au Japon, Grand Casino, Genf
- 1987: Modeschau des Syndicate Avantgarde Fashion Trends, Zürich
- 1988: Cortège, Umzug durch die Strassen von Carouge
- 1991: Performance en blanc – contre la guerre du golf, Carouge
- 1993: la route de la soie, Museum von Carouge
- 1993: Le mouton noir, Mühle Tiefenbrunnen
- 1994: Tibet, Musée d’art moderne et contemporain (Genf), Miller’s Studio Zürich
- 1996: Packeis, Mühle Tiefenbrunnen, Zürich
- 1997: Homeless, Miller’s Studio Zürich
- 2000: La sacre du printemps, Carouge
- 2002: Swiss Fashion Show, Toni-Areal, Zürich
- 2003: Oper, Mühle Tiefenbrunnen, Zürich
- 2004: Zug-Berlin retour, Zug
- 2004: Zündstoff, Tanzperformance, Miller’s Studio Zürich
- 2005: Brotteilätä, Mühle Tiefenbrunnen, Zürich
- 2006: Kimono – Japan, Zürich
- 2007: Metamorphose, Mühle Tiefenbrunnen
- 2008: Collections permanentes, Mühle Tiefenbrunnen, Zürich
- 2008: Steiniger Tiefgang, Felsenfest, Bivio
- 2008: Jubiläums-Show, Mühle Tiefenbrunnen, Zürich
- 2009: Stilleben, Mühle Tiefenbrunnen, Zürich
- 2009: Baustelle, Mühle Tiefenbrunnen, Zürich
- 2010: Rote Symphonie, Mühle Tiefenbrunnen, Zürich
- 2011: Über den Wolken, Mühle Tiefenbrunnen, Zürich
- 2011: Stil leben, Mühle Tiefenbrunnen, Zürich
- 2013: Die letzte schwarze Kollektion, Miller’s Studio, Zürich[7]

## Ausstellungen
- 1995: La réserve de la Patronne, Centre d’Arts Appliqués in Genf (Wanderausstellung)
- 2017/2018: Christa de Carouge, Gesamtschau, Kunsthaus Zug

## Auszeichnungen
- 1995: Prix de l’artisanat de Genève
- 2010: Glory Award, Glory in der Kategorie «Style»
- 2013: nominiert für den SwissAward, Kultur